# Karl Bogislaus Reichert
Karl Bogislaus Reichert (Kętrzyn, 20 dicembre 1811 – Berlino, 21 dicembre 1883) è stato un anatomista e biologo tedesco.

## Biografia
Reichert nacque a Rastenburg (Kętrzyn), Prussia Orientale. Dal 1831 studiò presso l'Università di Königsberg, dove fu allievo del embriologo Karl Ernst Baer, poi continuò la sua formazione a Berlino sotto la guida di Friedrich Schlemm e Johannes Peter Müller. Nel 1836 conseguì il dottorato con una tesi sugli archi branchiali. In seguito, lavorò come stagista presso la Charité, e nel 1839-1843, servì come assistente presso l'Università di Berlino.
Nel 1843 raggiunse la cattedra di anatomia all'Università di Dorpat, e dieci anni dopo, succedette Karl Theodor Ernst von Siebold come professore di fisiologia presso l'Università di Breslavia. Nel 1858 tornò a Berlino come professore di anatomia, e succedette il suo ex mentore, Johannes Peter Müller.
Reichert è ricordato per il suo lavoro nel campo dell'embriologia, e per la sua ricerca pionieristica in teoria cellulare. Con Ernst Gaupp, è stato co-architetto della teoria Reichert-Gaupp sull'origine degli ossicini dell'orecchio dei vertebrati. Il suo nome si presta al omonimo "cartilagine di Reichert", descritto come una struttura cartilaginea.

## Opere
- De embryonum arcubus sic dictis branchialibus. Berlin, 1836.
- Ueber die Visceralbogen der Wirbelthiere im Allgemeinen und deren Metamorphosen bei den Vögeln und Säugethieren. Archiv für Anatomie, Physiologie und wissenschaftliche Medicin: 120-222, 1837.
- Das Entwicklungsleben im Wirbelthierreiche. 1840, Berlin – Development of life in vertebrates.
- Beiträge zur Kenntniss des Zustandes der heutigen Entwicklungsgeschichte. 1843, Berlin.
- Der Bau des menschlichen Gehirns. 1859-1861, Leipzig.